# Hełm wz. 30

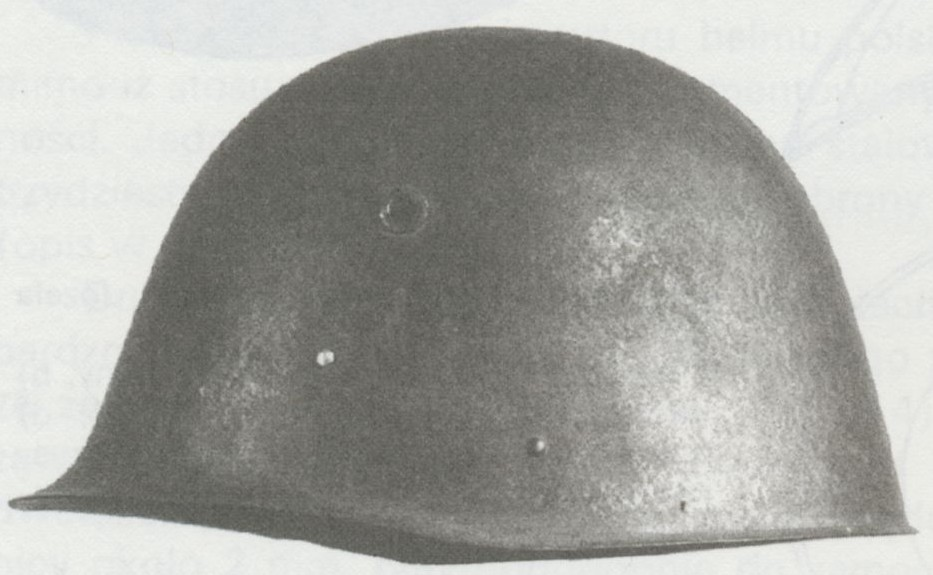
Hełm wz. 30

Hełm wz. 30 – polski prototypowy stalowy hełm.

## Historia
Gdy w połowie 1930 roku WP zrezygnowało z hełmu wz. 28, szef Sztabu Głównego podjął decyzję, aby rozpocząć pracę nad konstrukcją nowego hełmu dla wojska. Główną osobą kierującą pracami nad projektem był inż. Krauze. Nowy model hełmu oznaczono w dokumentacji jako polski hełm bojowy wz. 30.
Cechą charakterystyczną hełmu wz. 30 były dwa otwory wentylacyjne o średnicy 8 mm obramowane pierścionkami na dzwonie. 
Mimo że hełm wz. 30 nie wszedł do masowej produkcji (wykonano niewielkie jego ilości w kilku wariantach), to jego projekt stanowił podstawę do dalszych prac, których zwieńczeniem był hełm wz. 31.